# Herb Sendek
Herbert Joseph Sendek jr., detto Herb (Pittsburgh, 22 febbraio 1963), è un allenatore di pallacanestro statunitense.